# North Battle Mountain
North Battle Mountain es un área no incorporada ubicada en el condado de Lander en el estado estadounidense de Nevada.

## Geografía
North Battle Mountain se encuentra ubicado en las coordenadas 40°42′46″N 116°54′0″O / 40.71278, -116.90000.